# Ludwig von Tarent

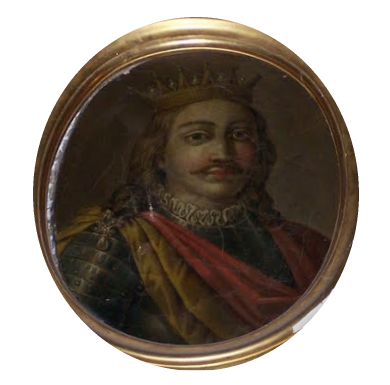
Porträt von Ludwig von Tarent; Cappella della Madonna di Montevergine in Mercogliano

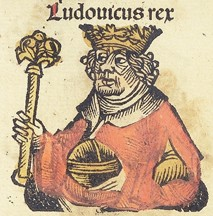
Ludwig von Tarent

Ludwig von Tarent (italienisch Luigi di Taranto; * 1320; † 26. Mai 1362 in Neapel) aus dem älteren Haus Anjou war Fürst von Tarent (1346–1362), König und Mitkönig von Neapel (1352–1362) und Graf von Provence (iure uxoris).

## Leben
Ludwig war der zweite Sohn des Fürsten Philipp I. von Tarent und dessen zweiter Ehefrau Katharina von Valois-Courtenay. Nachdem sein älterer Bruder Robert 1346 zum Titularkaiser von Konstantinopel erhoben wurde, erhielt Ludwig von diesem das Fürstentum Tarent. Ludwig erlangte einen dominierenden Einfluss auf seine Cousine Königin Johanna I. von Neapel und war höchstwahrscheinlich an der Ermordung ihres ersten Ehemannes, Andreas von Ungarn, beteiligt. Auf Betreiben seiner ehrgeizigen Mutter heiratete Ludwig am 3. September 1347 selbst Johanna. Im selben Jahr erschien König Ludwig I. von Ungarn in Süditalien, um den Tod seines Bruders zu rächen. Ludwig stellte sich ihm bei Benevent entgegen, wurde aber geschlagen, worauf er zusammen mit seiner Frau in die Provence flüchtete. Dort konnten sie den Papst von ihrer Unschuld am Mord an Andreas von Ungarn überzeugen und kehrten im Sommer desselben Jahres wieder nach Neapel zurück.

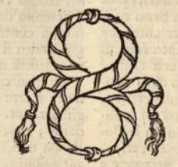
Emblem des Ordens des Knoten

Ludwig wurde 1351 auf Veranlassung Johannas zum König von Sizilien (der offizielle Titel des Königs von Neapel) gekrönt und Mitregenten eingesetzt. Die Krönung wurde aber erst zwischen dem 25. und 27. Mai 1452 von Papst Clemens VI., der Oberste Lehnsherr des Königreichs von Neapel, anerkannt. An Pfingsten desselben Jahres (28. Mai) ordnete Ludwig ein Fest in Erinnerung an seine Krönung an. Noch am selben Tag gründete er den Orden und die Kompanie des Knotens.
Ludwig von Tarent war der einzige von insgesamt vier Ehemännern der Königin, der auch zum Mitkönig gekrönt wurde, in der Folge dominierten er und sein enger Gefolgsmann Niccolò Acciaiuoli die Politik des Königreichs. Ludwigs ehrgeizigstes Ziel war die Eroberung der Insel Sizilien, die im Jahr 1282 in der sogenannten sizilianischen Vesper dem Haus Anjou verloren gegangen war. 1354 eroberte er Palermo und 1356 Messina. Der Krieg verschlang das gesamte Staatsvermögen, so dass Ludwig und seine Frau 1355 vom Papst exkommuniziert wurden, weil sie nicht mehr in der Lage waren, die fälligen Zahlungen an ihren Lehnsherren zu leisten. Die Ordnung zerfiel in ihrem Königreich durch unzählige Söldnerbanden, die das Land ausplünderten und durch eine Fehde gegen ihre Vettern aus der Linie Anjou-Durazzo. Auf Sizilien wandte sich die Lage ebenfalls gegen Ludwig und Johanna, nachdem dort König Friedrich III. mit der Hilfe Aragóns in die Offensive ging, 1357 bei Acireale siegte und 1361 Messina zurückeroberte.
Ludwig von Tarent starb am 26. Mai 1362 und wurde in der Abtei Montevergine bei Avellino bestattet. Er galt seinen Zeitgenossen als eitel und geistig beschränkt. Seine Politik wurde maßgeblich von Niccolo Acciaiuoli bestimmt, welche mit dessen Tod im Jahr 1365 endgültig in sich zusammenbrach. Aus seiner Ehe mit Johanna hatte Ludwig zwei Töchter, die aber kurz nach ihrer Geburt starben.